# 山中燁子
山中 燁子（やまなか あきこ、1945年11月6日 - ）は、日本の政治家、国際政治学教授。外務省世界津波の日特別大使。英国ケンブリッジ大学客員教授。自由民主党所属の元衆議院議員、元外務大臣政務官。旧姓野辺地（のべち）。北海道小樽市出身。夫は弁護士。

## 経歴
小樽緑陵高校及び津田塾大学卒業後、北海道大学経済学部助手、静修短期大学講師を経て、北海学園大学教授を務める。大学では国際生活文化論・国際政治学等の講義を担当。米国ハーバード大学エドウィン・O・ライシャワー日本研究所・ブルッキングス研究所研究員等を歴任。
1995年第17回参議院議員通常選挙で新党さきがけ幹事長鳩山由紀夫から北海道選挙区での出馬要請を受けたが辞退。1996年に第41回衆議院議員総選挙に小沢一郎や二階俊博の要請で新進党公認で立候補し初当選（比例東海ブロック第1位）。新進党分党により改革クラブの結党に参加するが、後に離党し自民党へ移籍し大勇会入会。2000年第42回衆議院議員総選挙に愛知11区から自民党公認で出馬するが落選。戦略国際問題研究所上席研究員・オックスフォード大学 セント・アントニーズカレッジ上席研究員・北海道大学客員教授・国際連合大学客員教授等を歴任。
2005年の第44回衆議院議員総選挙で千葉2区より立候補し衆議院議員に再び当選。無派閥。2005年11月、第3次小泉改造内閣で外務大臣政務官に就任。2006年、自民党女性局長、衆議院外務委員会理事に就任。2009年8月30日に行われた第45回衆議院議員総選挙に自民党から出馬。公明党の推薦も受けたが民主党の黒田雄に敗れ、比例南関東ブロックでの比例復活もならず落選。
2010年4月、ケンブリッジ大学の招聘によりイギリスの政権交代や選挙制度等を研究調査するため同国に渡航し、ケンブリッジ大学チャーチルカレッジ客員教授就任。同年5月、BSフジLIVE プライムニュース「英国の政権交代から考える日本の政治システム」に出演した。同年8月千葉商科大学大学院会計ファイナンス研究科で客員教授。
平和構築人材育成に加え、水・食糧・エネルギーの面からの人間の安全保障、自然災害及び人災に関する危機予防・危機軽減にも取り組み、2012年よりケンブリッジ大学中央アジア研究所上席客員教授・日本国際問題研究所上級フェロー、2013年世界女性会議（WAW2014）諮問委員会座長、2014年外務省平和構築対外発信特別大使等を歴任。2016年外務省世界津波の日特別大使に就任。

## 略歴
- 2019年：札幌市市政アドバイザー[2]
- 2018年：国際津波防災学会代表[3]
- 2016年：東アジア・アセアン経済研究センター事務総長特別顧問[4]
- 2016年：外務省世界津波の日特別大使
- 2014年：外務省平和構築対外発信特別大使
- 2014年：The Seventh Annual ISDP-AMS Joint Conference（スウェーデン)'The Two Handed Policy'及び非公式ラウンドテーブル議長
- 2014年：天津外国語大学客員教授
- 2013年：英国王立国際問題研究所・日本財団・グレイトブリテンササカワ財団「日英グローバルセミナー」企画・実現に尽力[5]
- 2013年：世界女性会議（WAW2014）諮問委員会座長
- 2012年：国際問題研究所上級フェロー
- 2012年：ケンブリッジ大学中央アジア研究所上級客員教授
- 2012年：UK-JAPAN GLOBAL SEMINAR　日本側諮問委員会委員長
- 2011年：世界平和研究所研究顧問
- 2011年：英国ウィルトン･パーク上席顧問、千葉商科大学客員教授
- 2010年：英国ケンブリッジ大学チャーチルカレッジ客員教授
- 2008年: 自民党国防部会委員長代理、
- 2007年：RUSI（英'Two Handed Policy-PKO and PBP' 及び'Nuclear Issues')議長
- 2006年：外務委員会理事、自民党女性局長
- 2005年：衆議院議員、外務大臣政務官
- 2004年：英国オックスフォード大学セント･アントニーズ・カレッジ上級研究員
- 2003年：日本国際問題研究所評議員
- 2001年：国際連合大学客員教授、北海道大学大学院客員教授
- 2000年：戦略国際問題研究所(CSIS)上級客員研究員
- 1996年：衆議院議員
- 1995年：ハーバード大学エドウィン・O・ライシャワー日本研究所客員研究員
- 1990年：北海学園大学教授
- 1988年：読売新聞コラムニスト(「創成川」)
- 1987年：北海学園大学助教授
- 1982年：静修短期大学(現・札幌国際大学)講師
- 1976年：北海道テレビ放送「am　ほっかいどう」キャスター
- 1968年：北海道大学経済学部文部教官助手
- 1968年：津田塾大学文学部卒業

## 所属していた議員連盟
- 中福祉・中負担のあり方研究会（代表世話人）
- 公団住宅居住者を守る議連
- 外国人材交流推進議員連盟
- 地球規模問題に取組む国際議員連盟
- 日米国会議員連盟
- 日英友好議員連盟
- 日本カナダ友好議員連盟
- 日中友好議員連盟
- 日ロ友好議員連盟
- 日韓議員連盟
- 日華議員懇談会

## 著書

### 単著
- 『永田町エレガンス』（1997年　読売新聞社）ISBN 4643971460
- 『北海道が日本を変える』（1997年　北海道新聞社）ISBN 4893638270
- 『Think, or Sink 沈まぬ先の知恵』（2003年　柏艪舎）ISBN 4434038001
- 『運良く女性に生まれたら世界を舞台にひと仕事』（2004年　北星堂書店）ISBN 4590011727
- 『夢ある未来へ: 人間の安全保障』（2006年 角川学芸出版）ISBN 4046210842
- 『燁子イン・ザ・ワールド　/　<オックスフォードの窓から>』（2009年 千葉日報社）ISBN 9784904435052
- 『世界を動かした素敵な女性トップリーダー23人』（2023年　産経新聞出版）ISBN 978-4863061644

### 共著
- 『子どもの生活－子どもの生活環境研究会報告書III』（1988年北方圏センター(現・HIECC 北海道国際交流・協力総合センター)）
- 『子どもの生活－子どもの生活環境研究会報告書II』（1997年北方圏センター(現・HIECC 北海道国際交流・協力総合センター)）
- 『子どもの生活－子どもの生活環境研究会報告書I』（1986年北方圏センター(現・HIECC 北海道国際交流・協力総合センター)）